# Gilbertown
Gilbertown é uma cidade  localizada no estado americano do Alabama, no Condado de Choctaw.

## Demografia
Segundo o censo americano de 2000, a sua população era de 187 habitantes.
Em 2006, foi estimada uma população de 173, um decréscimo de 14 (-7.5%).

## Geografia
De acordo com o United States Census Bureau, a localidade tem uma área de 2,1 km², sem área coberta por água.

## Localidades na vizinhança
O diagrama seguinte representa as localidades num raio de 32 km ao redor de Gilbertown.